# Frontera entre el Brasil i Surinam
La frontera entre el Brasil i Surinam és una frontera internacional que delimita els territoris nacionals de Brasil i Surinam adjacents al nord d'Amèrica del Sud, en sentit est-oest, separats per la serralada de Tumucumaque.És la frontera més curta que té Brasil amb algun dels seus veïns i se situa gairebé íntegrament sobre l'estat de Pará, pertanyent només uns 25 km a l'est a l'estat d'Amapá.
Per la seva banda, pel costat de Surinam es troba el districte de Sipaliwini, el més gran del país.

## Característiques
La frontera passa entre el trifini de tots dos països amb Guyana a l'oest i el amb la Guaiana Francesa a l'est. La regió de la frontera entre Brasil i Surinam és molt aïllada, hi ha alguns pocs llogarets i maloques indígenes al llarg dels rius; més enllà de la frontera es troba la base de l'"Escamot Fronterer Especial de Tiriós", on es troba l'únic aeroport que dona accés a la regió.
En el costat surinamès de la frontera, la localitat més propera és la ciutat de Kwamalasamutu.

## Història

### Antecedents
Surinam va ser colònia neerlandesa fins a 1975 i els seus límits meridionals aproximats ja eren coneguts des del segle xvii, quan va passar de ser possessió anglesa a colònia dels Països Baixos. El Brasil, llavors part de l'Imperi Portuguès, va establir el seu domini sobre l'àrea del Gran Pará, i la zona contigua definida pel Tractat de Madrid en 1750.
No obstant això, les fronteres van ser demarcades definitivament entre finals del segle xix i principis del XX, arribant finalment a un acord en 1931, que va ser ratificat en 1935 pel govern de tots dos països; en aquest moment Surinam encara era una colònia neerlandesa de nom Guaiana Neerlandesa.

### Divisòria d'aigües
La línia divisòria entre tots dos països és un exemple clàssic d'acord de límits a través d'una divisòria d'aigües, en el qual no hi ha intercanvi d'aigües entre els dos països, sent la frontera per tant totalment seca. D'aquesta manera, Surinam no té accés als rius de la conca de l'Amazones, que flueix al sud, en tant el Brasil no pot accedir a les conques dels rius Corantyne i Maroni, que desemboquen en la costa nord de l'Atlàntic que banya les Guaianes.
Sobre aquesta divisòria, el llibre «Estudos brasileiros» (volum 1, edicions 1-3) de 1938, escrit per Claudio Ganns, explica que:
| « | La Guaiana Neerlandesa, o colònia de Surinam, té els seus límits amb Brasil totalment definits. (...) El comandant Braz de Aguiar i l'almirall Keyser, aquest últim per Holanda, van tancar la delicada tasca enmig de la major harmonia. Per cert, els Països Baixos mai ens han creat dificultats. La línia, que s'estén sobre el Pará, comença a la serra de Tumucumaque on neix el Corantyne, segueix la cresta de la mateixa muntanya que separa les aigües de la conca de l'Amazones, al sud, dels cursos d'aigua que corren en direcció nord. | » |

El tractat de límits entre Brasil i Surinam es va signar el 5 de maig de 1906 a Rio de Janeiro.